# Cañada Honda (Aguascalientes)
Cañada Honda, también llamada General José María Morelos y Pavón, es una localidad del estado mexicano de Aguascalientes. Es parte del municipio de Aguascalientes.

## Demografía
| Gráfica de evolución demográfica |
|                                  |

| Censo | Población |
| ----- | --------- |
| 1900  | 498       |
| 1910  | 668       |
| 1921  | 454       |
| 1930  | 385       |
| 1940  | 425       |
| 1950  | 769       |
| 1960  | 720       |
| 1970  | 1 645     |
| 1980  | 1 341     |
| 1990  | 2 000     |
| 2000  | 2 022     |
| 2010  | 2 500     |
| 2020  | 3 822     |